# Den fjerde Dame
Den fjerde Dame (dt. Die vierte Frau) ist eine dänische Filmkomödie in zwei Akten von Eduard Schnedler-Sørensen aus dem Jahr 1914.

## Handlung
Das Regiment in einer kleinen Stadt feiert sein 50-jähriges Jubiläum. Oberst von Meyerink ordnet daher an, dass der Geburtstag mit einem großen Fest begangen werden soll. Dabei sollen vier Männer und Frauen eine Quadrille reiten, doch fehlt die vierte Frau. Er fragt Leutnant von Wolff, ob nicht dessen Schwester Leonie als vierte Reiterin die Quadrille vervollständigen könnte. Leutnant von Wolff stimmt zu, zumal er auf den Oberst einen guten Eindruck machen will, erfährt jedoch erst später, dass seine Schwester verhindert ist. Verzweifelt schreibt von Wolff seinem guten Freund Felix von Stolp und berichtet ihm von seiner Notlage. Felix erklärt sich kurzerhand bereit, sich als Frau zu verkleiden und als vermeintliche Schwester von Wolffs in der Stadt zu erscheinen. Kurze Zeit später sitzt er in maßgeschneiderter Frauenkleidung im Zug.
Leonie hat kurzfristig ihre Verabredung abgesagt und entscheidet sich nun, doch in die Stadt zu fahren. Im Zug lernt sie den als Frau verkleideten Felix kennen und beide kommen ins Gespräch und freunden sich an. Nach einem Unfall kann der Zug nicht weiterfahren und die Passagiere müssen in einem Bauernhof übernachten. Damen und Herren schlafen in verschiedenen Räumen, doch werden Leonie und Felix in einem Zimmer eingeteilt. Leonie bietet ihm eine Betthälfte zum Übernachten an, doch verbringt Felix die Nacht zunächst in einem Sessel und flüchtet schließlich in die Stadt. Hier wird er von Oberst von Meyerink freundlich empfangen. Dessen Tochter Grethe obliegt nun die Betreuung der vermeintlichen Leonie. Auf ihre Freundlichkeit reagiert auch Felix mit all seinem Charme, was wiederum von Wolff erzürnt, ist er doch mit Grethe verlobt. Oberst von Meyerink wiederum verliebt sich in die falsche Leonie.
Von Wolff erhält plötzlich ein Telegramm, in dem Leonie ihm mitteilt, dass sie zu ihm unterwegs ist, sich jedoch etwas verspäten wird. Beim Anblick ihres Fotos erkennt Felix, dass es sich bei Leonie um von Wolffs Schwester handelt. Er will ihr nun als Mann entgegentreten. Leonie wird am Bahnhof von Felix und ihrem Bruder abgeholt. Grethe, die den beiden Männern heimlich gefolgt ist, glaubt bei der Umarmung Leonies und von Wolffs, dass ihr Verlobter sie mit dieser Frau betrügt. Erst ein langes erklärendes Gespräch kann von Wolff und Grethe versöhnen. Auch für Felix und Leonie gibt es ein gutes Ende: Beide verloben sich.

## Produktion
Den fjerde Dame besitzt eine Länge von 703 Metern, was einer Länge von rund 26 Minuten bei 24 Bildern/s entspricht. Der Film kam am 9. Juli 1914 in die dänischen Kinos. Premierenkino war dabei das Panoptikon.